# Terengganu FC II

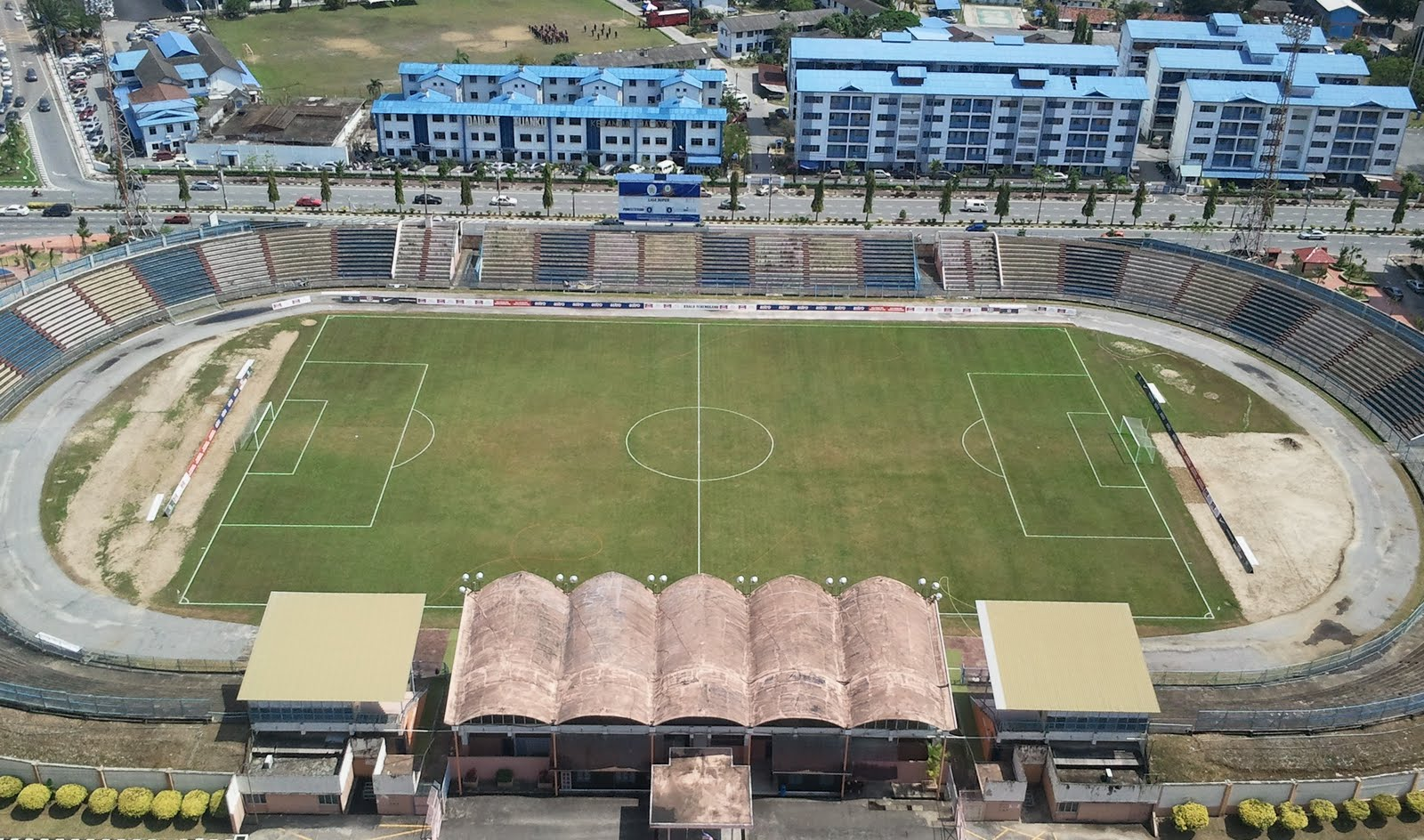
Sultan Ismail Nasiruddin Shah Stadium

El Terengganu FC II (en malayo: Kelab Bola Sepak Terengganu II) es un equipo de fútbol de Malasia que juega en la Liga Premier de Malasia, la segunda división de fútbol del país.

## Historia
Fue fundado el 14 de julio de 2006 en la ciudad de Kuala Terengganu con el nombre PBDKT T-Team FC luego de que la Persatuan Bola Sepak Daerah Kuala Terengganu (PBDKT) decidiera crear a un equipo de fútbol para participar en la Superliga de Malasia.
En 2008 gana el título de la Liga FAM y asciende a la Liga Premier de Malasia, y en 2009 logra ascender a la Superliga de Malasia. Empezó a ganar seguidores por los resultados al ser un equipo reconocido por estar siempre en desventaja sobre sus rivales por sobrepasar sus expectativas en cada temporada al punto de poder ser competitivo con los equipos más fuertes del país.
El 21 de noviembre de 2017 los ejecutivos del club anunciaron la fusión con el Terengganu FC y pasarían a ser su equipo reserva y pasaría a llamarse Terengganu FC II y descendería a la Liga Premier de Malasia para la temporada 2018 luego de salvar la categoría la temporada anterior. Esta fue una decisión a la cual se opusieron aficionados, jugadores y el fútbol malayo en general por descender por la fusión a pesar del esfuerzo por permanecer en primera división, y así también eliminando una posible rivalidad local entre Terengganu FC y el PBDKT T-Team FC, aduciendo una traición de los directivos.

## Palmarés
- Malaysia FAM League (1): 2008
- Malaysia Challenge Cup (1): 2018